# Стране
Стране (словен. Strane) — поселення в общині Постойна, Регіон Нотрансько-крашка, Словенія. Висота над рівнем моря: 658 м.